# Микуев, Иван Арсеньевич
Иван Арсеньевич Микуев (1886—1941) — участник Гражданской войны, дважды краснознамёнец (1922, 1922).

## Биография
Родился в 1886 году в деревне Пахотинская (неофициальное название Леново) (ныне Вельский район Архангельской области) в семье крестьянина-бедняка. С раннего возраста помогал отцу, занимавшемуся строительством домов. Окончил начальную школу. После Октябрьской революции пошёл на службу в Рабоче-крестьянскую Красную Армию. Первоначально служил в Москве, Саратове. Участвовал в боях Гражданской войны на Южном фронте, будучи помощником начальника полковой школы, затем командиром роты 1-го Заволжского стрелкового полка. Неоднократно отличался в боях. 4 ноября 1919 года в Ярославле вступил в РКП(б).
Приказом Революционного Военного Совета Республики № 111 в 1922 году помощник начальника полковой школы И. А. Микуев был награждён орденом Красного Знамени РСФСР № 1002.
Приказом Революционного Военного Совета Республики № 133 в 1922 году командир роты И. А. Микуев вторично был награждён орденом Красного Знамени РСФСР № 5953.
После окончания Гражданской войны демобилизован и вернулся на родину. Окончил совпартшколу, работал в уездной милиции. Активно участвовал в коллективизации в Вельском районе, был заведующим Вельским Домом крестьянина.
По некоторым данным, позднее уехал на Кубань, где также принимал участие в создании колхозов, по другим — в город Купянск, где родилась жена Микуева. Умер в 1941 году, после его смерти ордена Красного Знамени были возвращены в Отдел наград ЦК ВКП(б).